# Marcador de sequência expressa
Um marcador de sequência genética (ou EST do Inglês expressed sequence tag) é uma sub-sequência curta de uma sequência de ADN complementar. Podem ser usados para identificar transcrições genéticas e são cruciais no processo de descoberta de genes e na determinação de sequências genéticas.  A identificação de EST ocorreu a um ritmo acelerado, existindo actualmente cerca de 66 milhões de EST disponíveis em bases de dados públicas como o GenBank.